# Матей Вишнєк
Матей Вишнєк (рум. Matei Vişniec; нар. 29 січня 1956, м. Радівці) — румунський письменник та журналіст, проживає у Франції.

## Життєпис
Закінчив Бухарестський університет, де вивчав історію та філософію. Дебютував як поет, опублікував три книги, отримав ряд премій, включно із премією Спілки письменників Румунії (1985). З 1977 почав писати п'єси, але жодна з них не була допущена цензурою до публікації та постановки. 1987-го запрошений до Франції, де попросив політичного притулку. Перейшов на французьку мову. Від 1993-го — громадянин Франції.
Крім поезії, автор двох романів, написаних румунською мовою, та декількох десятків п'єс, які з успіхом йдуть на сценах усього світу.

## Визнання
Нагороджений преміями в Румунії та Франції. 1996 року Національний театр у Тімішоарі провів фестиваль, у рамках якого 12 театральних труп показували свої постановки п'єс Вишнека.

## Творчість

### П'єси
- «Коні у вікні»
- «Увага до стареньких, які страждають від самотності»
- «Король, Щур та Королівський дурень»
- «Розкладений театр, або Сміттєвоз»
- «Невелика робота для старих клоунів»
- «Кишені повні хліба»
- «Папараці, або Хроніка невдалого заходу сонця»
- «Три ночі з Медоксом»
- «Але мамо, вони розповідають нам у другому акті, що сталося в першому»
- «А що нам робити з віолончеллю?»
- «Як я можу бути птахом?»
- «Останній Ґодо»
- 1994 — «Історія ведмедів панда, розказана саксофоністом, у якого є подружка у Франкфурті»
- «Історія комунізму, розказана психічно хворим»
- «Листи до дерев і хмар»
- «Мансарда у Парижі з видом на смерть»
- «Річард III, або Сцени з життя Мейєрхольда»
- «Готель Європа завершено»